# Матвеев, Владимир Андреевич
Владимир Андреевич Матвеев (1919—1989) — сапёр 105-го отдельного моторизированного штурмового инженерно-сапёрного батальона 23-й моторизированной штурмовой инженерно-сапёрной бригады 2-й армии Войска Польского 1-го Украинского фронта, ефрейтор — на момент представления к награждению орденом Славы 1-й степени.

## Биография
Родился 13 ноября 1919 года в городе Пенза. Окончил 8 классов. Работал слесарем-инструментальщиком на заводе имени Фрунзе.
В Красной Армии с 1942 года. Участник Великой Отечественной войны с июня 1942 года. Сражался на Южном, 4-м и 1-м Украинском фронтах. Принимал участие в освобождении Крыма, Украины, Польши, в боях на территории Германии.
Сапёр 215-го отдельного батальона инженерных заграждений красноармеец Владимир Матвеев в ночь на 8 апреля 1944 года под городом Армянск проделал проход в проволочных заграждениях противника, обеспечив выход в атаку своей пехоте. За мужество и отвагу, проявленные в боях, красноармеец Матвеев Владимир Андреевич 25 апреля 1944 года награждён орденом Славы 3-й степени.
Сапёр 105-го отдельного моторизированного штурмового инженерно-сапёрного батальона ефрейтор Владимир Матвеев с бойцами 12 января 1945 года западнее населённого пункта Сташув проделал проходы в минных полях противника, сняв свыше 200 мин, из них 35 противотанковых. За мужество и отвагу, проявленные в боях, ефрейтор Матвеев Владимир Андреевич 14 апреля 1945 года награждён орденом Славы 2-й степени.
Владимир Матвеев, находясь в том же боевом составе в ночь на 16 апреля 1945 года в районе населённого пункта Нидер-Нойндорф под сильным огнём установил с сослуживцами рамные опоры моста для переправы через реку Нейсе, обеспечив своевременную доставку подкрепления.
Указом Президиума Верховного Совета СССР от 27 июня 1945 года за образцовое выполнение заданий командования в боях с немецко-вражескими захватчиками ефрейтор Матвеев Владимир Андреевич награждён орденом Славы 1-й степени, став полным кавалером ордена Славы.
После войны ещё некоторое время продолжал служить в Вооружённых Силах СССР. В 1947 году В. А. Матвеев демобилизован.
Вернулся в родной город Пензу. Работал кладовщиком на торговой базе. Умер 10 февраля 1989 года.
Награждён орденом Красного Знамени, двумя орденами Отечественной войны 1-й степени, орденом Красной Звезды, орденами Славы 1-й, 2-й и 3-й степени, медалями.